# 長山直利
長山 直利（ながやま なおとし）は、江戸時代前期から中期の日本の武士、旗本。通称は弥三郎。

## 略歴
承応3年（1654年）、江戸に生まれる。父は旗本・長山直政。
寛文3年（1663年）、神田御殿に召し出され、御小姓組の中根吉兵衛組へ御番入りを命じられ、2百俵を拝領し勤める。寛文12年（1672年）1月、御小納戸を命じられ、50俵を加増された。
延宝4年（1676年）、直政の跡目を相続し、同8年（1680年）年5月に徳川綱吉が二御丸へ入った時に二御丸で御小納戸を命じられ、地方知行となり、合計550石を武蔵国幡羅郡のうちに下された。
天和2年（1682年）12月18日に浄徳公（綱吉の長男）に付けられ、舘林御先手を命じられ、翌年閏5月21日に当地に呼ばれた。
貞享2年（1685年）2月4日、小普請に入り彦坂壱岐守支配となり、同3年（1686年）11月8日、大御番北条伊勢守組に御番入りを命じられた。
元禄4年（1691年）12月2日、小川町に925坪の屋敷を拝領した。同11年（1698年）、600俵が地方知行となり、相模国鎌倉郡のうち（現在の鎌倉市関谷）に600石を下された。同13年（1700年）1月12日、武蔵国埼玉郡のうちに200石を加増され、合計1350石となった。
宝永6年（1709年）10月12日、松前伊豆守支配となった。
正徳4年（1714年）年9月10日に病死した。法名は覚性院浄宜堅亮。